# První velké schizma
První velké schizma byl vůbec první konflikt mezi uživateli Síly v řádu Jedi ze světa Star Wars. Odehrál se v roce 24 500 BBY, tedy v době, kdy byla Republika i řád samotný ještě velmi mladý.

## Příčiny konfliktu
Řád Jedi vznikl na planetě Tython v jádru galaxie, kde se jeho učení formovalo po deset tisíc let. Po vzniku Republiky a přesunu na planetu Ossus byla vypracována Radou Jedi první pravidla používání Síly, zejména zákaz využívání temné strany Síly. Někteří členové řádu s tímto nařízením nesouhlasili a chtěli založit vlastní akademii pod hlavičkou Jediů na jiném světě, kde by je nikdo neomezoval. Tehdejší velmistr Jedi tento krok přísně zakázal a nejhlasitější rebel Xendor proto akademii na Ossusu opustil a založil vlastní nezávislou na planetě Lettow.

## Schizma
Na Lettow přicházeli studovat zakázané znalosti o Síle další Jediové, kterým nebyl nastavený kodex řádu po chuti nebo ctili další alternativní směry učení o Síle. Xendorovi učedníci si pak začali říkat Legie z Lettow a zavázali se k ochraně zájmů své školy a jejich mistra. Přestože legionáři původně žádný konflikt nechtěli, byli brzy řádem Jedi obviněni z odštěpenectví a obě skupiny tak začaly zbrojit a připravovat se na válku.
Není známo, kdo válku začal, ale první bitva se odehrála na Ossusu před branami akademie Jediů. Xendor tvrdil, že usiloval o co nejrychlejší vyřešení sporu, aby do něj nezatáhl zbytek mladé Republiky, nicméně bitvu legie prohrála. Ve skutečnosti však Xendor měl za lubem přesvědčit představitele Republiky o tom, že jsou Jediové hrozbou a že pouze Legie z Lettow galaktický stát ochrání, přičemž by ji postupně ovládl, jak mu kázal zhoubný vliv temné strany Síly, které se s chutí oddával. Při pokusu očernit Jedie z velké části selhal a konflikt se přesunul na velké množství dalších světů. Četné bitvy se odehrály např. na světech Chandrila, Brentaal, Coruscant, Metellos, a války vyvrcholili v bitvě o Columus. Na Columusu byl Xendor vyzván na souboj mistrem Jedi Awdrystou Pinem, který vůdce Legie zabil.
Do čela Legie se postavila Xendorova učednice Arden Lyn a musela hned z kraje čelit invazi Jediů, kteří měli oproti Legii jednu obrovskou výhodu: jednotnost. Legii naopak chyběla nejen tato vlastnost, ale i disciplína jejích členů. Na Lettow se odehrála poslední bitva, která první velké schizma ukončila. Mistr Awdrysta Pina vedl tento útok a téměř vyhladil všechny členy Legie, kromě několika málo jedinců, kteří uprchli daleko za hranice Republiky.

## Konec schizmatu
Vůdkyni Legie nakonec mistr Pina dopadl na planetě Irkalla, kde se s ní utkal. Lyn se nechtěla vzdát a v zoufalé snaze se vysvobodit se poddala svým emocím, vášni pro Xendora, zlobě a smutku nad průběhem konfliktu a jeho výsledkem, který vnímala jako nespravedlnost. Jako zbraň použila svůj talisman a mocnou vlnou energie temné strany roztříštila Pinův meč a smrtelně ho zranila. Jak umíral, vyslal na ni sílu Moricho, kterou ji uvrhnul do hluboké stáze, z níž se probrala až v době, kdy Darth Vader prováděl s císařem Palpatinem velkou čistku Jediů. Odstraněním Ardeny Lyn bylo schizma ukončeno.